# 허준이
허준이(許埈珥, 영어: June E Huh 준이 허[*]; 1983년 6월 9일~)는 한국계 미국인 수학자이다. 프린스턴 대학교 수학과 교수 겸 한국 고등과학원 석학교수이다. 2022년에 필즈상과 맥아더 펠로십(MacArthur Fellowship)을 받았다.

## 생애
1983년 미국 캘리포니아 스탠퍼드 대학교의 대학원 과정 중이던 부모에게서 태어났다. 아버지는 전 고려대학교 통계학과 교수 허명회이고 어머니는 전 서울대학교 노어노문학과 교수 이인영이다. 2살 때 귀국하여 대한민국에서 초등학교, 중학교를 졸업했으나 고등학교는 중퇴했다.
2002년 서울대학교에 입학하여 수학과 물리학을 공부하였고, 2009년 동 대학에서 히로나카 헤이스케 교수와 김영훈 교수의 지도 하에 수리과학부 석사과정을 졸업하였다. 이후 일리노이 대학교 어배너-섐페인에서 박사과정을 시작하였다가 미시간 대학교로 옮겨 미르체아 무스타처 교수의 지도 하에 2014년 박사학위를 취득했다.

## 업적
대수기하학의 기법을 활용하여 조합론의 여러 난제를 해결한 것으로 잘 알려져 있다. 2009년 박사과정 중에 증명한 리드 추측을 비롯하여, 호가 추측, 메이슨-웰시 추측 등 10여 개의 조합론의 추측을 증명하였다. 리드 추측은 그래프의 꼭지점 채색 문제에서 꼭지점을 색칠하는 방법의 개수를 색의 수를 변수로 하는 채색 다항식으로 나타냈을 때, 항의 계수의 절대값이 증가했다가 감소하는 산봉우리 모양을 띌 것이라는 추측이었다.
가장한 간단한 구조인 삼각형의 꼭짓점을 칠하는 경우의 채색 다항식은
{\displaystyle n\times (n-1)\times (n-2)=n^{3}-3n^{2}+2n}
이며, 계수의 절대값은 1, 3, 2이다. 1968년 제기된 이 추측을 2012년 박사과정 재학 중 대수기하학적 방법론을 통하여 증명하였다.
2015년 리드 추측을 확장한 헤론-로타-웰시 추측을 카림 아디프라시토 코펜하겐 대학교 교수와 에릭 카츠 미국 오하이오 주립 대학교 교수와 공동으로 해결하였다.
전문가들은 허준이 교수가 수학적 대상에서 얻을 수 있는 공통적인 대수적 구조인 코호몰로지를 기하학과 대수학 뿐 아니라 조합론에도 적용할 수 있음을 밝힌 것으로 본다. 허준이의 석사과정 지도교수였던 김영훈 서울대 수리과학부 교수는 "서로 연관성이 없어 보이는 조합론과 대수기하학의 우주 사이에 웜홀을 만들어 연결한 것"이라고 논평하였다.

### 필즈상 수상
허준이는 아래의 업적을 이유로 세계 수학자 대회에서 2022년 필즈상을 수상하였다.
- 호지 이론을 조합론에 끌어옴
- 기하적 격자에서 Dowling-Wilson 추측의 증명
- 매트로이드에서 Heron-Rota-Welsh 추측의 증명
- Lorentzian 다항식의 개발
- 강한 Mason 추측의 증명

길 칼라이 예루살렘 히브리 대학교 교수가 허준이의 업적을 소개하는 16쪽 분량의 헌사를 작성하였다.
2006년 필즈상 수상자인 안드레이 오쿤코프 컬럼비아 대학교 교수가 허준이의 업적을 대중에게 알리는 43쪽 분량의 "Combinatorial geometry takes the lead"을 작성하였다. 허준이 본인은 27쪽 분량의 프로시딩스 페이퍼 "Combinatorics and Hodge theory"를 썼다.

## 학력
- 서울방일초등학교 졸업
- 이수중학교 졸업
- 상문고등학교 1학년 중퇴
- 고등학교 졸업학력 검정고시[9]
- 서울대학교 학사 졸업 (수리과학부, 물리천문학부 복수전공) (2007)[10]
- 서울대학교 수리과학부 석사 졸업 (2009)
- 미시간 대학교 수학과 박사 졸업 (2014)[11][4]

## 경력
- 클레이 수학연구소 "클레이 펠로"(2014~2019)[12]
- 프린스턴 고등연구소, 프린스턴 대학교 "베블런 펠로"(2014~2017)
- 한국 고등과학원 스칼라, 교수(2015~2021)[13]
- 프린스턴 고등연구소 방문교수(2017~2019)
- 프린스턴 대학교, 프린스턴 고등연구소 "펀홀츠 방문교수"(2019~2020)
- 스탠포드 대학교 수학과 교수(2020~2021)
- 프린스턴 대학교 수학과 교수(2021~)
- 한국 고등과학원 수학부 석학교수(2022~)

## 수상
- 미시건 대학교 섬너 마이어스 박사학위논문 상(2014)[14]
- 미시건 대학교 https://aadl.org/buildings_hhaa012 콘웰 상(2014)
- 블라바트니크 젊은 과학자상(2017)[15], New York Academy of Sciences
- 세계 수학자 대회 (리우데자네이루) 초청 강연(2018)[16][17]
- 뉴 호라이즌 수학상(2019)[18]
- 삼성호암상 과학상(2021)[19]
- 필즈 상(2022)[1]
- 맥아더 상(2022)
- 자랑스러운 서울대인(2022)